# Татјана Талишева
Татјана Андрејевна Талишева (рус. Татья́на Андре́евна Та́лышева; Барнаул, 15. октобар 1937) била је совјетска атлетичарка, која се такмичила у скоку удаљ и трчању 80 м препоне, двострука учесница Летњих олимпијских игара. Талишева је Мајстор спорта међународне класе.

## Спортска биографија
На Олимпијским играма у Токију 1964. године Талишева је учествовала у обе своје дисциплине. На 80 м препоне је испала у полуфиналу, а у скоку удаљ била је 10.
На следећим Олимпијским играма у Мексико Ситију 1968. освојила је бронзану медаљу у скоку удаљ, иза Румунике Виорике Вископољану и Британке Шејле Шервуд. У трци са препрекама заузела је 8. место.
Била је 3 пута првак СССР 1867 и 1968. у скоку удаљ, а 1968 у трци на 80 м препоне.

## Значајнији резултати
| Год. | Такмичење          | Место                | Дисциплина   | Плас. | Рез.  | Бел. |
| СССР | СССР               | СССР                 | СССР         | СССР  | СССР  |      |
| ---- | ------------------ | -------------------- | ------------ | ----- | ----- | ---- |
| 1962 | Европско првенство | Београд, Југославија | скок удаљ    | 9.    | 5,92  |      |
| 1964 | Олимпијске игре    | Токио Јапан          | скок удаљ    | 10.   | 6,18  |      |
| 1964 | Олимпијске игре    | Токио Јапан          | 80 м препоне | 11.   | 10,98 |      |
| 1966 | Европско првенство | Будимпешта, Мађарска | скок удаљ    | 6.    | 6,33  |      |
| 1968 | Олимпијске игре    | Мексико Сити Мексико | скок удаљ    |       | 6,66  |      |
| 1968 | Олимпијске игре    | Мексико Сити Мексико | 80 м препоне | 11.   | 10,72 |      |

## Лични рекорди
На отвореном
80 метара препоне — 10,4 — Мексико Сити, 14/10/1968.
Скок удаљ — 6,66 — 1968.